# Brooks Kerr
Chester Monson Brooks Joseph Kerr III (* 26. Dezember 1951 in New Haven, Connecticut; † 28. April 2018) war ein US-amerikanischer Jazzpianist.

## Leben
Kerr war blind und galt als Wunderkind am Klavier (unterrichtet am Child Study Center der Yale University und in der Foote School in New Haven); zum ersten Mal mit neun Jahren trat er als Pianist öffentlich auf. Zum Studium ging er an die Juilliard School (bis 1972) und an die Manhattan School of Music. Außerdem nahm er 1958 Unterricht bei Willie The Lion Smith (mit dem er später häufig zusammenarbeitete) und Luckey Roberts. Als Bewunderer und Kenner des Werks von Duke Ellington nahm er in den 1970er-Jahren mit mehreren ehemaligen Mitgliedern des Duke Ellington Orchestra auf, so mit Sonny Greer und Russell Procope (mit denen er eine Band hatte, die in Clubs in Greenwich Village auftrat). Er spielte auch mit den Ex-Ellington-Orchestermitgliedern Paul Gonsalves, Francis Williams und Ray Nance und anderen bei Ellington-Tribut-Projekten. Kerr hatte auch selbst Verbindungen mit Ellington, indem er ihm auf einem einwöchigen Seminar an der University of Wisconsin 1972 assistierte und für ihn bei einer Aufführung des dritten Sacred Concert 1974 einsprang. 
Unter eigenem Namen spielte Kerr für Famous Door 1974 ein erstes Album ein, bei dem er ein Quartett leitete, das aus Paul Quinichette, Gene Ramey und Sam Woodyard bestand, mit dem er auch im Jazzclub Churchill's auftrat. Es folgte eine Session für Chiaroscuro Records 1975, mit Duetten mit Sonny Greer und schließlich 1981–1982 mehrere Tributalben (auf dem Label Blue Wail), gewidmet Duke Ellington, Fats Waller und Irving Berlin.
Im Bereich des Jazz war er zwischen 1974 und 1982 bei fünf Aufnahmesessions beteiligt.
Er arbeitete viel als Lehrer (Privatunterricht) und lebte in New York City.

## Diskografie
- mit dem Paul Quinichette Quartet Prevue, Famous Door 1974
- Soda Fountain Rag, Chiaroscuro Records 1975
- Kerr Salutes Waller
- Kerr Salutes Berlin
- Kerr Salutes Ellington

## Lexikalischer Eintrag
- Carlo Bohländer, Karl Heinz Holler, Christian Pfarr: Reclams Jazzführer. 3., neubearbeitete und erweiterte Auflage. Reclam, Stuttgart 1989, ISBN 3-15-010355-X.